# Saint-Gilles-des-Marais
Saint-Gilles-des-Marais är en kommun i departementet Orne i regionen Normandie i nordvästra Frankrike. Kommunen ligger i kantonen Domfront som tillhör arrondissementet Alençon. År 2022 hade Saint-Gilles-des-Marais 106 invånare.

## Befolkningsutveckling
Antalet invånare i kommunen Saint-Gilles-des-Marais
| Referens: INSEE |